# Utecha lugens
Utecha lugens är en insektsart som beskrevs av Ernst Friedrich Germar 1821. Utecha lugens ingår i släktet Utecha och familjen dvärgstritar. Inga underarter finns listade i Catalogue of Life.